# Proiecția Stereografică 1970
Proiecția Stereografică 1970 reprezintă proiecția cartografică oficială a României. Aceasta a fost adoptată în anul 1973 și a înlocuit vechea proiecție Gauss-Kruger. Toate lucrările topo-geodezice efectuate pe teritoriul României sunt executate în sistem de proiecție Stereo 70 sau Stereografic 1970: hărți și planuri cadastrale, hărți topografie etc.

## Proiecția Stereografică 1970 (Stereo 70)
Ca urmare a Decretului nr. 305 din septembrie 1971, emis de către Consiliul de Stat al României, în sectorul civil al țării s-a decis înlocuirea proiecției Gauss-Kruger cu o nouă proiecție denumită proiecția Stereografică 1970. Printre altele, Decretul prevedea următoarele: "lucrările geodezice, topo-fotogrametrice și cartografice necesare economiei naționale se execută în sistem de proiecție stereografică 1970 și sistem de cote referite la Marea Neagră".
Proiecția Stereografică 1970 este conformă, nu deformează unghiurile, permițând ca măsurătorile geodezice să fie prelucrate direct în planul de proiecție, fără a se calcula coordonate geografice, cu condiția aplicării prealabile a unor corecții de reducere a măsurătorilor la planul de proiecție. Proiecția deformează ariile, în funcție de depărtarea acestora față de polul proiecției.

## Caracteristicile proiecției
Polul proiecției Q0 denumit uneori și "centrul proiecției" sau "punctul central al proiecției", este un punct fictiv (nematerializat în teren) situat aproximativ în centrul geometric al teritoriului României la nord de orașul Făgăraș. Coordonatele geografice ale polului sunt:
- latitudinea B0 = 46° N
- longitudinea L0 = 25° E Greenwich
- se folosește elipsoidul Krasovski 1940, orientat la Pulkovo, ca și în cazul proiecției Gauss-Kruger. Elipsoidul are următorii parametri:
  - semiaxa mare a = 6.378.245,000 m
  - turtirea geometrică {\displaystyle f=1/298,3}
- adâncimea planului de proiecție este de 3,2 km față de planul tangent la sfera terestră în punctul central. Ca urmare a intersecției dintre acest plan și sfera terestră de rază medie a rezultat un cerc al deformațiilor nule cu raza de 201,7 km.
- întreaga țară este reprezentată pe un singur plan, în care există un cerc de deformație nulă, cu centrul în polul Q0 și raza de 201,7 kilometri
- sistemul de axe de coordonate plane rectangulare xOy are ca origine imaginea plană a polului proiecției, axa Ox este imaginea plană a meridianului de 25° și are sensul pozitiv spre nord, iar axa Oy are sensul pozitiv spre est.
- coeficientul de reducere a scării, folosit la transformarea coordonatelor rectangulare din planul tangent (în polul Q0), în planul secant, paralel cu cel tangent, are valoarea: {\displaystyle c=1-(1/4000)=0,999750000}
- coeficientul de revenire la scara normală, de la planul secant la cel tangent, este: {\displaystyle c'=1/c=1,000250063}

## Deformațiile în proiecția Stereografică 1970
Proiecția Stereografică 1970 este o proiecție conformă, adică nu deformează unghiurile însă deformează lungimile și ariile. În planul secant, modulul de deformație liniară este:
{\displaystyle m=c+{\frac {x^{2}+y^{2}}{4cR_{0}^{2}}}}
Pentru deformațiile liniare relative, D, din planul secant rezultă:
{\displaystyle D=m-1=(c-1)+{\frac {x^{2}+y^{2}}{4cR_{0}^{2}}}}
Pentru distanțe de 201,7 kilometri față de centrul proiecției, deformația relativă "D" este nulă, aflându-ne pe cercul de deformație nulă. La distanțe mai mici de 201,7 kilometri față de origine, suntem în interiorul cercului de deformație nulă, unde deformațiile sunt negative. În originea sistemului de coordonate deformația liniară relativă este de -25 cm/km. Când distanța față de originea axelor este mai mare de 201,7 kilometri, atunci suntem în afara cercului de deformație nulă, iar deformațiile sunt pozitive. În punctele cele mai depărtate de origine, de exemplu în zonele Sulina, Mangalia, Beba Veche, deformațiile în proiecția stereografică 1970 ating valori de ordinul +65 cm/km.

### Deformații relative ale distanțelor [cm/km]
| Distanța până la polul proiecției [km] | Deformația [cm/km] | Distanța până la polul proiecției [km] | Deformația [cm/km] |
| -------------------------------------- | ------------------ | -------------------------------------- | ------------------ |
| 0 km                                   | -25,0              | 201,7                                  | 0,0                |
| 10                                     | -24,9              | 210                                    | +2,1               |
| 20                                     | -24,8              | 220                                    | +4,7               |
| 30                                     | -24,5              | 230                                    | +7,5               |
| 40                                     | -24,0              | 240                                    | +10,4              |
| 50                                     | -23,5              | 250                                    | +13,4              |
| 60                                     | -22,8              | 260                                    | +16,5              |
| 70                                     | -22,0              | 270                                    | +19,8              |
| 80                                     | -21,1              | 280                                    | +23,3              |
| 90                                     | -20,0              | 290                                    | +26,7              |
| 100                                    | -18,9              | 300                                    | +30,3              |
| 110                                    | -17,6              | 310                                    | +34,0              |
| 120                                    | -16,2              | 320                                    | +37,9              |
| 130                                    | -14,6              | 330                                    | +41,9              |
| 140                                    | -13,0              | 340                                    | +46,0              |
| 150                                    | -11,2              | 350                                    | +50,3              |
| 160                                    | -9,3               | 360                                    | +54,6              |
| 170                                    | -7,2               | 370                                    | +59,1              |
| 180                                    | -5,1               | 380                                    | +63,7              |
| 190                                    | -2,8               | 390                                    | +68,5              |
| 200                                    | -0,4               | 400                                    | +73,3              |

## Transformări de coordonate
Odată cu apariția și evoluția sistemelor satelitare de poziționare globale GPS și GLONASS, este necesară folosirea unor algoritmi de transformare de coordonate pentru a putea utiliza coordonatele determinate cu tehnologie GPS pe teritoriul României, unde proiecția oficială este Stereo 70. Sistemul GPS utilizează pentru referirea coordonatelor geografice elipsoidul WGS84, diferit față de elipsoidul Krasovsky 1940 utilizat în România.

### Transformarea coordonatelor WGS84 în sistem Stereo 70
Pentru a transforma coordonatele WGS84 (măsurate cu tehnologie GPS) în coordonate Stereo 70 se utilizează o succesiune de transformări:
- Coordonatele B,LWGS84 se transformă în coordonate B,LKrasovsky1940 - această transformare se poate realiza utilizând transformarea conformă spațială Helmert cu 7 parametri : 3 translații, 3 rotații și un factor de scară
- Coordonatele B,LKrasovsky1940 se transformă în coordonate X,YSTEREO70 - această transformare se realizează utilizând formulele cu coeficienți constanți cunoscute din cartografia matematică

### Transformarea coordonatelor Stereo 70 în sistem WGS84
Pentru a transforma coordonatele Stereo 70 în WGS84 (măsurate cu tehnologie GPS) se utilizează o succesiune de transformări:
- Coordonatele X,YSTEREO70 se transformă în coordonate B,LKrasovsky1940 - această transformare se realizează utilizând formulele cu coeficienți constanți cunoscute din cartografia matematică;
- Coordonatele B,LKrasovsky1940 se transformă în coordonate B,LWGS84 - această transformare se poate realiza utilizând transformarea conformă spațială Helmert cu 7 parametri: 3 translații, 3 rotații și un factor de scară.

Odată cu dezvoltarea sistemelor de sateliți de teledetecție au apărut servicii de localizare globală ce permit vizualizarea aeriană a întregului glob pământesc. Aceste sisteme de localizare/vizualizare utilizează pentru identificarea anumitor zone, coordonate geografice latitudine, longitudine referite la elipsoidul WGS84. Utilizatorii români ce utilizează coordonate Stereo '70 întâmpină probleme în utilizarea acestor sisteme de localizare/vizualizare datorită dificultății de transformare a coordonatelor Stereo '70 în coordonate WGS84. În acest sens au apărut diferite servicii ce permit localizarea imobilelor/coordonatelor utilizând direct coordonate Stereo 70 sau Stereo 30 (sistem de proiecție utilizat în România pe teritoriul municipiului București).